# Francia en la Eurocopa 1996
La Selección de fútbol de Francia fue uno de los 16 equipos participantes en la Eurocopa 1996, que se llevó a cabo entre el 8 y el 18 de junio de 1996 en Inglaterra.
Francia fue asignada al grupo B, junto con Bulgaria, España y Rumania. En el primer encuentro venció por la mínima 1-0 a la selección rumana. En el segundo encuentro igualaron 1-1 contra España. En el último compromiso del grupo derrotaron por 3-1 a Bulgaria y así dejándoles sin opciones de clasificarse a la siguiente fase, vengándose por la debacle de la clasificación para el mundial de 1994.
En los cuartos de final empataron sin goles en los 120 minutos contra los Países Bajos, con Francia ganando en la tanda de penaltis por 5-4.
En semifinales se enfrentaron contra la República Checa un encuentro del que se caracterizó principalmente por el trabajo defensivo de ambos equipos, resultó otro 0-0. El partido prosiguió a la prórroga y enseguida a los penales. Pero esta vez Francia siendo eliminada por 6-5, con el desicivo error de Reynald Pedros en la muerte súbita y así Francia concluyendo su participación en semifinales.

## Clasificación
| Equipo     | Pts | PJ | PG | PE | PP | GF | GC | Dif |
| ---------- | --- | -- | -- | -- | -- | -- | -- | --- |
| Rumania    | 21  | 10 | 6  | 3  | 1  | 18 | 9  | 9   |
| Francia    | 20  | 10 | 5  | 5  | 0  | 22 | 2  | 20  |
| Eslovaquia | 14  | 10 | 4  | 2  | 4  | 14 | 18 | -4  |
| Polonia    | 13  | 10 | 3  | 4  | 3  | 14 | 12 | 2   |
| Israel     | 12  | 10 | 3  | 3  | 4  | 13 | 13 | 0   |
| Azerbaiyán | 1   | 10 | 0  | 1  | 9  | 2  | 29 | -27 |

| Fecha                   | Lugar         |            |                       | Resultado  |                       |            |
| ----------------------- | ------------- | ---------- | --------------------- | ---------- | --------------------- | ---------- |
| 7 de septiembre de 1994 | Bratislava    | Eslovaquia | Bandera de Eslovaquia | 0:0        | Bandera de Francia    | Francia    |
| 8 de octubre de 1994    | Saint-Étienne | Francia    | Bandera de Francia    | 0:0        | Bandera de Rumania    | Rumania    |
| 16 de noviembre de 1994 | Zabrze        | Polonia    | Bandera de Polonia    | 0:0        | Bandera de Francia    | Francia    |
| 13 de diciembre de 1994 | Trabzon       | Azerbaiyán | Bandera de Azerbaiyán | 0:2 (0:1)  | Bandera de Francia    | Francia    |
| 29 de marzo de 1995     | Ramat Gan     | Israel     | Bandera de Israel     | 0:0        | Bandera de Francia    | Francia    |
| 26 de abril de 1995     | Nantes        | Francia    | Bandera de Francia    | 4:0 (2:0)  | Bandera de Eslovaquia | Eslovaquia |
| 16 de agosto de 1995    | París         | Francia    | Bandera de Francia    | 1:1 (0:1)  | Bandera de Polonia    | Polonia    |
| 6 de julio de 1995      | Auxerre       | Francia    | Bandera de Francia    | 10:0 (3:0) | Bandera de Azerbaiyán | Azerbaiyán |
| 11 de octubre de 1995   | Bucarest      | Rumania    | Bandera de Rumania    | 1:3 (0:2)  | Bandera de Francia    | Francia    |
| 15 de noviembre de 1995 | Caen          | Francia    | Bandera de Francia    | 2:0 (0:0)  | Bandera de Israel     | Israel     |

## Preparación
| Fecha                 | Lugar       |          |                     | Resultado |                      |           |
| --------------------- | ----------- | -------- | ------------------- | --------- | -------------------- | --------- |
| 24 de enero de 1996   | París       | Francia  |                     | 3:2       | Bandera de Portugal  | Portugal  |
| 21 de febrero de 1996 | Nimes       | Francia  |                     | 3:1       | Bandera de Grecia    | Grecia    |
| 27 de marzo de 1996   | Bruselas    | Bélgica  | Bandera de Bélgica  | 0:2       |                      | Francia   |
| 29 de mayo de 1996    | Estrasburgo | Francia  |                     | 2:0       | Bandera de Finlandia | Finlandia |
| 5 de junio de 1996    | Stuttgart   | Alemania | Bandera de Alemania | 0:1       |                      | Francia   |
| 5 de junio de 1996    | Newcastle   | Francia  |                     | 2:0       | Bandera de Armenia   | Armenia   |

## Jugadores
| #  | Nombre             | Posición      | Club                 |
| -- | ------------------ | ------------- | -------------------- |
| 1  | Bernard Lama       | Portero       | Paris Saint-Germain  |
| 2  | Jocelyn Angloma    | Defensa       | Torino FC            |
| 3  | Éric Di Meco       | Defensa       | AS Mónaco            |
| 4  | Frank Leboeuf      | Defensa       | RC Estrasburgo       |
| 5  | Laurent Blanc      | Defensa       | AJ Auxerre           |
| 6  | Vincent Guérin     | Mediocampista | Paris Saint-Germain  |
| 7  | Didier Deschamps   | Mediocampista | Juventus FC          |
| 8  | Marcel Desailly    | Defensa       | AC Milan             |
| 9  | Youri Djorkaeff    | Delantero     | Paris Saint-Germain  |
| 10 | Zinedine Zidane    | Mediocampista | Girondins de Burdeos |
| 11 | Patrice Loko       | Delantero     | Paris Saint-Germain  |
| 12 | Bixente Lizarazu   | Defensa       | Girondins de Burdeos |
| 13 | Christophe Dugarry | Delantero     | Girondins de Burdeos |
| 14 | Sabri Lamouchi     | Mediocampista | AJ Auxerre           |
| 15 | Lilian Thuram      | Defensa       | AS Mónaco            |
| 16 | Fabien Barthez     | Portero       | AS Mónaco            |
| 17 | Mickaël Madar      | Delantero     | AS Mónaco            |
| 18 | Reynald Pedros     | Mediocampista | FC Nantes            |
| 19 | Christian Karembeu | Mediocampista | Real Madrid CF       |
| 20 | Alain Roche        | Defensa       | Paris Saint-Germain  |
| 21 | Corentin Martins   | Mediocampista | AJ Auxerre           |
| 22 | Bruno Martini      | Portero       | Montpellier HSC      |
| DT | Aimé Jacquet       |               |                      |

## Participación

### Grupo B
| Selección | Pts | PJ | PG | PE | PP | GF | GC | Dif |
| --------- | --- | -- | -- | -- | -- | -- | -- | --- |
| Francia   | 7   | 3  | 2  | 1  | 0  | 5  | 2  | 3   |
| España    | 5   | 3  | 1  | 2  | 0  | 4  | 3  | 1   |
| Bulgaria  | 4   | 3  | 1  | 1  | 1  | 3  | 4  | −1  |
| Rumania   | 0   | 3  | 0  | 0  | 3  | 1  | 4  | −3  |

| 10 de junio de 1996, 19:30 | Rumania | 0:1 (0:1) | Francia     | St James' Park, Newcastle                                |                                                          |
|                            |         |           | Dugarry 25' | Asistencia: 27 000 espectadores Árbitro(s): Hellmut Krug | Asistencia: 27 000 espectadores Árbitro(s): Hellmut Krug |

| 15 de junio de 1996, 18:00 | Francia       | 1:1 (0:0) | España       | Elland Road, Leeds                                     |                                                        |
|                            | Djorkaeff 49' |           | Caminero 86' | Asistencia: 38 000 espectadores Árbitro(s): Vadim Zhuk | Asistencia: 38 000 espectadores Árbitro(s): Vadim Zhuk |

| 18 de junio de 1996, 16:30 | Francia                                 | 3:1 (1:0) | Bulgaria      | St James' Park, Newcastle                                    |                                                              |
|                            | Blanc 21' · Penev 63' (a.g.) · Loko 90' |           | Stoichkov 69' | Asistencia: 27 000 espectadores Árbitro(s): Dermot Gallagher | Asistencia: 27 000 espectadores Árbitro(s): Dermot Gallagher |

### Cuartos de final
| 22 de junio de 1996, 18:30 | Francia                                        | 0:0 (t. s.)(5:4 p.)        | Países Bajos                                   | Anfield, Liverpool                                              |                                                                 |
|                            |                                                | Reporte                    |                                                | Asistencia: 45 000 espectadores Árbitro(s): Antonio López Nieto | Asistencia: 45 000 espectadores Árbitro(s): Antonio López Nieto |
|                            |                                                | Tiros desde el punto penal |                                                |                                                                 |                                                                 |
|                            | Zidane · Djorkaeff · Lizarazu · Guérin · Blanc |                            | de Kock · de Boer · Kluivert · Seedorf · Blind |                                                                 |                                                                 |

### Semifinales
| 26 de junio de 1996, 16:00                                              | Francia                                                 | 0:0 (t. s.)(5:6 p.)        | República Checa                                    | Old Trafford, Mánchester                                   |                                                            |
|                                                                         |                                                         | Reporte                    |                                                    | Asistencia: 44 000 espectadores Árbitro(s): Leslie Mottram | Asistencia: 44 000 espectadores Árbitro(s): Leslie Mottram |
|                                                                         |                                                         | Tiros desde el punto penal |                                                    |                                                            |                                                            |
|                                                                         | Zidane · Djorkaeff · Lizarazu · Guérin · Blanc · Pedros |                            | Kubík · Nedvěd · Berger · Poborský · Rada · Kadlec |                                                            |                                                            |
| Primera clasificación de la República Checa a la final de una Eurocopa. |                                                         |                            |                                                    |                                                            |                                                            |

## Estadísticas

### Posiciones

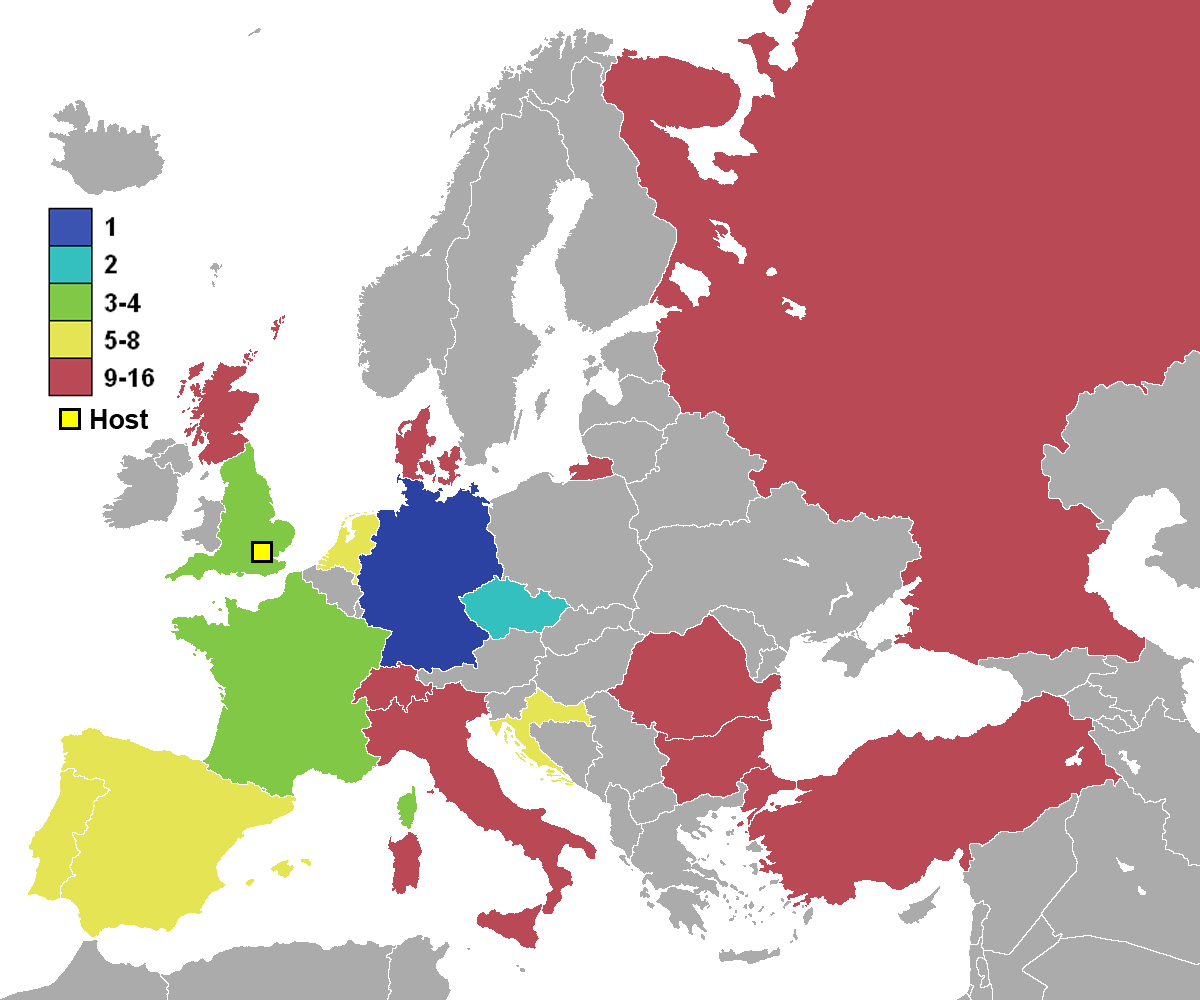
Mapa según los resultados de la Euro 1996.

#### Clasificación general
| Equipo | Equipo          | Pts | PJ | PG | PE | PP | GF | GC | Dif | Rend   |
| ------ | --------------- | --- | -- | -- | -- | -- | -- | -- | --- | ------ |
| 1      | Alemania        | 14  | 6  | 4  | 2  | 0  | 10 | 3  | 7   | 77.78% |
| 2      | República Checa | 8   | 6  | 2  | 2  | 2  | 7  | 8  | −1  | 44.44% |
| 3      | Inglaterra      | 9   | 5  | 2  | 3  | 0  | 8  | 3  | 5   | 60%    |
| 4      | Francia         | 9   | 5  | 2  | 3  | 0  | 5  | 2  | 3   | 60%    |
| 5      | Portugal        | 7   | 4  | 2  | 1  | 1  | 5  | 2  | 3   | 58.33% |
| 6      | España          | 6   | 4  | 1  | 3  | 0  | 4  | 3  | 1   | 50%    |
| 7      | Croacia         | 6   | 4  | 2  | 0  | 2  | 5  | 5  | 0   | 50%    |
| 8      | Países Bajos    | 5   | 4  | 1  | 2  | 1  | 3  | 4  | −1  | 41.67% |
| 9      | Dinamarca       | 4   | 3  | 1  | 1  | 1  | 4  | 4  | 0   | 44.44% |
| 10     | Italia          | 4   | 3  | 1  | 1  | 1  | 3  | 3  | 0   | 44.44% |
| 11     | Bulgaria        | 4   | 3  | 1  | 1  | 1  | 3  | 4  | −1  | 44.44% |
| 12     | Escocia         | 4   | 3  | 1  | 1  | 1  | 1  | 2  | −1  | 44.44% |
| 13     | Suiza           | 1   | 3  | 0  | 1  | 2  | 1  | 4  | −3  | 11.11% |
| 14     | Rusia           | 1   | 3  | 0  | 1  | 2  | 4  | 8  | −4  | 11.11% |
| 15     | Rumania         | 0   | 3  | 0  | 0  | 3  | 1  | 4  | −3  | 0%     |
| 16     | Turquía         | 0   | 3  | 0  | 0  | 3  | 0  | 5  | −5  | 0%     |

### Goleadores
| Jugador            | Goles | PJ | Minuto |
| ------------------ | ----- | -- | ------ |
| Christophe Dugarry | 1     | 4  | 170'   |
| Patrice Loko       | 1     | 5  | 295'   |
| Youri Djorkaeff    | 1     | 5  | 510'   |
| Laurent Blanc      | 1     | 5  | 510'   |